# Pasiphila aristias
Pasiphila aristias là một loài bướm đêm trong họ Geometridae.